# 顧客生涯価値
顧客生涯価値（こきゃくしょうがいかち、英: customer lifetime value、CLVまたは多くの場合CLTV）、生涯顧客価値（しょうがいこきゃくかち、LCV）、または生涯価値（しょうがいかち、LTV）は、マーケティングでは、企業にとってある一人の顧客が将来の関係全体に寄与する価値（純利益）の予測である。価値は、将来のキャッシュフローの現在価値と考えることもできる。顧客の獲得や維持にかかる費用は差し引く必要がある。予測モデルは、大まかなヒューリスティックから複雑な予測分析手法の使用に至るまで、さまざまなものが知られている。
顧客生涯価値は、企業が顧客とのより長期的な健全な関係を保つ重要性を示唆している。顧客生涯価値は、新規顧客を獲得するための支出の上限を示し、かけられる広告費用や投資回収率の目安にもなるため重要な指標である。 企業にとっては顧客の新規開拓を行うよりも、現状の顧客を維持させるほうがさらに多くの利益をもたらすであろうと想定が成り立つ。新規の需要が獲得しにくくなった成熟市場でこの概念が特に多く用いられている。
顧客生涯価値という用語の詳細な実例付きの最初の説明は、1988年（昭和63年）の書籍『データベースマーケティング』にあると言われている。1990年代に、Edge ConsultingやBrand Scienceが顧客生涯価値モデルを採用している。

## 目的
顧客生涯価値指標の目的は、各顧客の経済的価値を評価することである。ドン・ペッパーズとマーサ・ロジャースは「一部の顧客はよりよい待遇を受ける (some customers are more equal than others)」と述べている。 顧客生涯価値は、CPが過去を測定し、CLVが将来を見据えているという点で、特定の期間における顧客関係に関連する収益とコストの差である顧客収益性 (customer profitability, CP)とは異なる。そのため、CLVはマネージャーの意思決定を形作る上でより役立つ可能性があるが、定量化するのははるかに困難である。 CPの定量化は、過去の活動の結果をまとめることであるが、CLVの定量化には、将来の活動の予測が必要である。 
顧客生涯価値：
顧客が会社との関係全体において顧客に起因する将来のキャッシュフローの現在価値。
現在価値は、将来キャッシュフローを割り引いた額の総和である。それぞれの将来キャッシュフローは、1未満の数値 (利子率) で乗算されてから、合計される。乗算係数は、お金の価値が時間の経過とともに割り引かれる方法である。時間ベースのお金の価値は、誰もが後でではなく早く貰いたいが、早くではなく後で支払いたいという直感を捉えている。乗算係数は、選択した割引率（例として年間10％）と各キャッシュフローが発生するまでの時間の長さによって異なる。たとえば、10年後に受け取ったお金は、5年後に受け取ったお金よりも割り引く必要がある。 
CLVは、現在価値の概念を顧客との関係に起因するキャッシュフローに適用して考えたものである。将来のキャッシュフロー源の現在価値は、将来のキャッシュフロー源の今日の単一の一括値を測定することで得られ、CLVは顧客との関係の今日の単一の一括値を表す。さらに簡単に言えば、CLVは、企業との顧客関係の金銭的価値である。これは、顧客との関係を獲得するために会社が支払うべき金額の上限であり、顧客との関係を失わないようにするために会社が支払うべき金額の上限でもある。顧客との関係を会社の資産と見なす場合、CLVはその資産の金銭的価値を提示する。 
CLVの主な用途の1つは顧客のセグメンテーションである。これは、すべての顧客が等しく重要とは限らないという理解から始まる。 CLVベースのセグメンテーションモデルにより、企業は最も収益性の高い顧客グループを予測し、それらの顧客の共通の特徴を理解し、収益性の低い顧客ではなく高い顧客に焦点を当てるようにできる。 CLVベースのセグメンテーションを財布内シェアモデルと組み合わせて、「CLVは高いが財布内シェアが低い」顧客を特定できる。これらの顧客にマーケティングリソースを投資することで、企業の利益を最大化できると想定できる。
顧客生涯価値指標は、主に人間関係に焦点を当てた事業、特に顧客契約を結んでいる事業で使用される。例としては、銀行および保険サービス、電気通信、およびほとんどの企業間セクターが含まれる。ただし、CLVの原則は、個人または集合的な行動の確率的購入モデルを組み込むことにより、消費財などのトランザクションに焦点を当てたカテゴリに拡張できる。 いずれの場合も、維持率が低いと顧客生涯価値が時間の経過とともにほとんど増加しないため、維持率はCLVに決定的な影響を及ぼす。

## モデル
顧客生涯価値には様々な算出モデルが存在する。顧客獲得単価 (CPA,  CoCA, CAC) などの一回性費用を考慮するモデル、有期契約を前提としたモデル、割引率を考慮したモデルなど、様々なモデルが存在する。
以下では単位期間あたりの顧客維持率 {\displaystyle r}, 解約率 {\displaystyle c} ({\displaystyle =1-r}), 顧客単価 {\displaystyle a'}, 利益（マージン）{\displaystyle a}, 割引率 {\displaystyle d} を用いる。

### 無期・定コストモデル
シンプルなモデルとして、定額課金・定コスト（無期）モデルがある。このモデルは次の式で表される。
{\displaystyle LTV=\sum _{n=1}^{\infty }ar^{n-1}={\frac {a}{1-r}}={\frac {a}{c}}}
ユーザーは期首に契約を判断し、期末に支払いをおこなう。期を経るごとに割合でユーザーが減少するため、{\displaystyle n} 期目を契約している確率は {\displaystyle r^{n-1}} である (1期目は必ず契約なので {\displaystyle r^{1-1}=1})。ゆえに {\displaystyle n} 期目の利益は {\displaystyle ar^{n-1}} となり、無限期（{\displaystyle n=\infty }）までの総和 {\displaystyle \sum _{n=1}^{\infty }ar^{n-1}}がLTVになる。これは無限等比級数であるから上の式が導かれる。
すなわちこのモデルにおいてLTVは期間利益を解約率で割った値になる。ARPUに粗利率を掛けて離脱率で割った値、とも表現できる。
本来、顧客獲得時には一回性のコスト (CPA) が発生し、価値の比較では将来価値（割引率）を考慮しうる。またユーザーは継続期間により解約率が異なる場合も多い。このモデルはこれらを仮定しないシンプルなモデルである。
利用例として携帯電話の回線契約やアプリのサブスクリプションのモデルに適用される。
CLVモデルでは、顧客が維持されない場合顧客は永久に失われると想定する。モデルのもう1つの仮定は、会社が将来のキャッシュフローの現在価値を計算するときに無限の期間を使用することである。実際に地平線が無限の企業は存在しない。 

### 無期・分離コストモデル
次のようなモデルが提唱されている。
{\displaystyle {\text{CLV}}=a\cdot \sum _{i=1}^{n}{\frac {r^{i}}{(1+d)^{i}}}-{\text{M}}\cdot \sum _{i=1}^{n}{\frac {r^{i-1}}{(1+d)^{i-0.5}}}}
ここで{\displaystyle {\text{M}}}は顧客ごとの年間維持コスト、{\displaystyle n}は年単位の地平線である。維持コストは年の半ば (-0.5の部分) ごとに支払われ、前年度に維持されたものにのみ影響する。割引はしばしば金利で代用される。 
維持コストに加えて、企業は、時間の経過とともに顧客の年間利益を増やすためのクロスセル活動に投資する可能性がある。

## 用途と利点
顧客生涯価値は、各顧客が金銭的にどれだけの価値があるかを理論的に正確に表すため、特にダイレクトレスポンスマーケティングにおいて、マーケティング部門が各顧客を獲得するためにどれだけ費やす必要があるかを正確に表すことができるので、マーケティングの概念として直感的な魅力がある。

### 顧客獲得費用評価
LTVは顧客獲得費用（CPA,  CoCA, CAC）の適正さを評価し、投資判断をおこなうために用いられる。
CPAがLTVを下回る限り顧客獲得に投資すればするほど将来得られる総利益が増加する。例えば充分大きなマーケットにおいて CPA:１万円・LTV: 1.5万円の場合、顧客を1人獲得すれば5千円、1000人獲得すれば5百万円の利益が将来的に得られるため、この顧客セグメントは収益性があるといえる。ゆえにこのLTVが維持できる範囲で出来る限り宣伝費を投下することに合理性がある。

### 事業評価
LTVは事業の健全性と成長性を評価するために用いられる。
事業を顧客単位で見た時、イニシャルコストとしてCPAを投下し長期的に利益/LTVを回収するという、小さい投資が成立している。ゆえにCPAとLTVの比は顧客スケールの投資利益率 (ROI) に相当し、事業の健全性を示す指標となる（固定費が考慮されていないため、あくまで顧客スケールの1指標）。このLTV/CPAはユニットエコノミクスとも呼ばれる。投資型の事業（例: サブスクリプションSaaS）は期ごとのP/Lでは正しい評価がおこなえないため、この指標が有用である。
この指標と潜在マーケットサイズを参照することで、事業の成長性（最大投資額と予測リターン）を評価できる。

さらに、CLVはカスタマーエクイティの計算に使用される。
CLVの利点：
- 資産としての顧客関係の管理
- マネジメント戦略とマーケティング投資が顧客資産の価値に与える影響を監視できる。例：マーケティングミックスモデリングシミュレーターは、複数年のCLVモデルを使用して、追加の顧客の真の価値（取得コストに対する）、解約率の低下、製品のアップセルを表現できる。
- マーケターが、総収益価値の低い「安価な」顧客を獲得するためにリソースを投資するのではなく、顧客の長期的な価値に集中することを奨励できる
- 各顧客に追加費用をかける影響を決定するための感度分析の実装[10]
- 最大の利益を達成するために、進行中のマーケティング活動のための限られたリソースの最適な割り当て
- 顧客を選択し、顧客固有のコミュニケーション戦略に関する意思決定を行うための優れた基盤[11]
- 顧客関係管理システムの自動化に使用する自然な意思決定基準[12]
- 顧客ロイヤルティの測定（購入割合、購入と再購入の確率、購入の頻度と順序など） [13]

CLVの欠点と呼ばれるものは、通常、CLVモデリング自体に起因するのではなく、適用を誤ることに起因する。